# Benteng (Ciamis)
Benteng is een bestuurslaag in het regentschap Ciamis van de provincie West-Java, Indonesië. Benteng telt 4111 inwoners (volkstelling 2010).